# Minka Kelly
Minka Dumont Dufay (Los Angeles, Califórnia, 24 de junho de 1980), mais conhecida como Minka Kelly, é uma atriz, modelo e filantropa norte-americana. Se tornou conhecida por seu papel como Lyla Garrity na série dramática Friday Night Lights, da NBC. Além de ter interpretado Dawn Granger nas três primeiras temporadas da série de super-heróisTitans. Ela também é autora de seu livro de memórias Tell Me Everything: A Memoir (2023), que se tornou um best-seller do New York Times.

## Biografia
Kelly nasceu em Los Angeles. Ela é filha única de Maureen Dumont Kelly e do ex- guitarrista do Aerosmith, Rick Dufay. Ela tem ascendência francesa, irlandesa e holandesa-indonésia. Ela foi criada principalmente por sua mãe e pelo namorado intermitente de sua mãe, David Gonzalez.
Sua mãe trabalhou em vários empregos, inclusive como stripper e bartender, e muitas vezes lutou para sobreviver durante a infância de Kelly. A certa altura, eles moravam em um galpão de armazenamento em um complexo de apartamentos depois de perderem seu apartamento. Para ganhar dinheiro extra, sua mãe tentou contrabandear drogas através da fronteira entre os EUA e o México, mas foi pega e presa por um período de tempo. Enquanto sua mãe estava encarcerada, Kelly foi enviada para morar na casa de vários amigos e conhecidos de sua mãe. Em uma casa, Kelly foi abusada fisicamente.
Antes de Kelly começar o ensino médio, ela e sua mãe se mudaram para Albuquerque, Novo México, para ficar perto da família extensa de sua figura paterna, David Gonzalez. Quando ela tinha 16 anos, sua mãe e Gonzalez fugiram do Novo México na tentativa de escapar das acusações de drogas. Kelly foi morar com um namorado cinco anos mais velho que ela e fez um aborto aos 17 anos, quando engravidou.
Ela frequentou duas escolas secundárias, antes de se formar na Valley High School, em Albuquerque. Após a formatura, Kelly se reconectou com seu pai biológico e voltou para Los Angeles. A mãe de Kelly, Maureen, morreu em 2008, aos 51 anos, de câncer de cólon.

## Carreira

### 2002–2005: Início de carreira
Durante um ensaio fotográfico para uma agência de modelos em Los Angeles, ela foi abordada por um ex- Playboy que estava interessado em gerenciá-la. Ele ajudou Kelly a encontrar trabalho como recepcionista em um consultório de cirurgião que forneceria aumento de seios para Kelly em troca de horas trabalhadas. Kelly decidiu não fazer a cirurgia e foi demitida. Sua exposição à área médica a estimulou a frequentar a escola por um ano estudando para se tornar assistente de cirurgião; depois ela trabalhou como instrumentadora. Durante os quatro anos que passou na vocação, ela continuou fazendo testes para papéis no cinema e na televisão e apareceu em comerciais da Old Navy e Clearasil. 
Em 2003, Kelly fez sua estreia como atriz como figurante no curta-metragem Turbo-Charged Prelude. Isto foi seguido por uma participação especial em Cracking Up. Desde então, ela apareceu em vários programas de televisão, como Entourage, Drake & Josh e American Dreams. Em 2005, Kelly conseguiu um papel recorrente de três episódios na série de comédia da Warner Channel, What I Like About You.

### 2006–2010: Avanço comFriday Night Lights

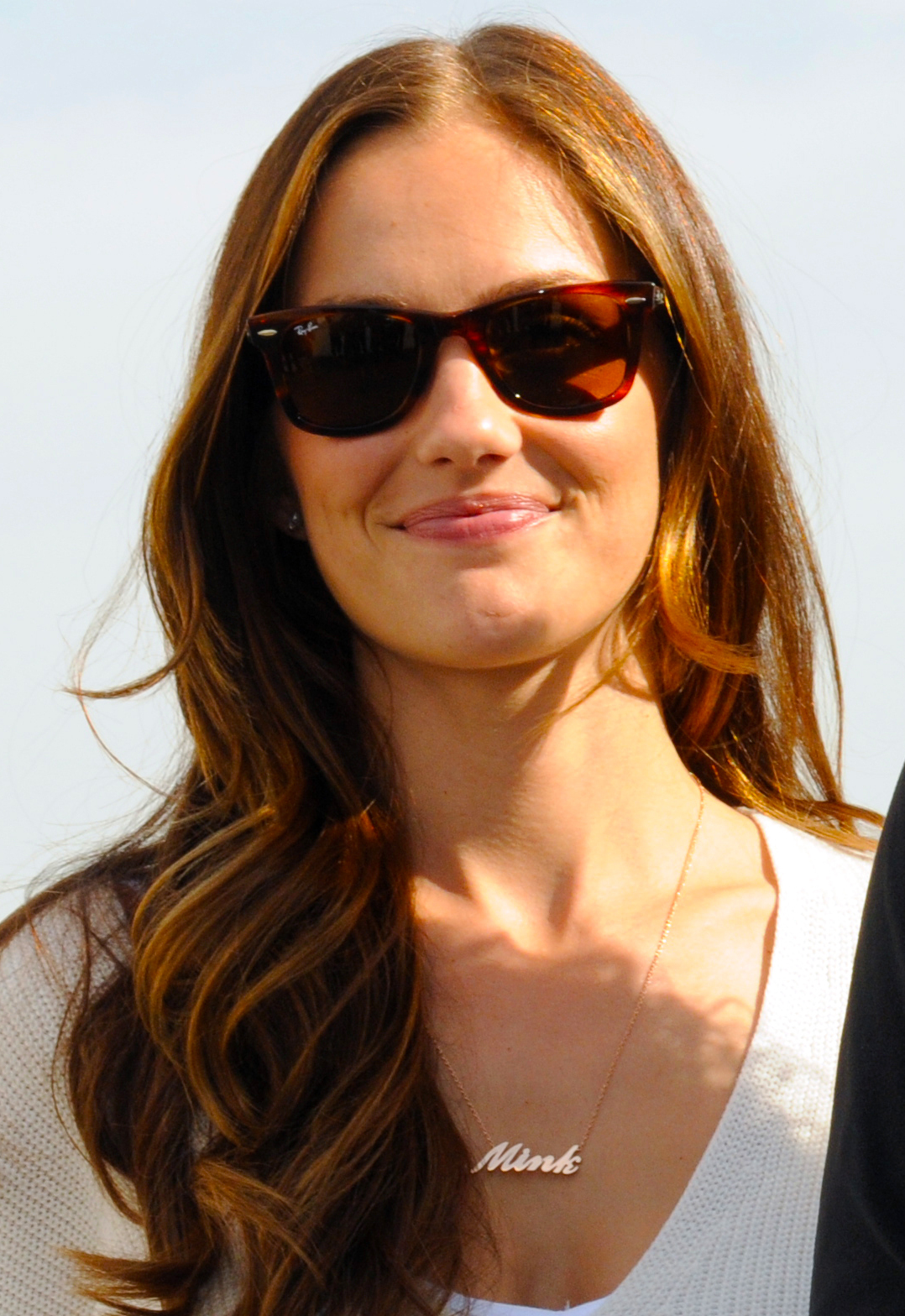
Minka em 2009.

Em abril de 2006, Kelly foi escalada como personagem regular na série dramática da NBC, Friday Night Lights. O show foi baseado no filme de futebol americano de mesmo nome; segue um time de futebol americano de uma escola na pequena cidade fictícia de Dillon. Kelly desempenhou o papel da estudante do ensino médio e líder de torcida Lyla Garrity. Em preparação para seu papel como líder de torcida, ela treinou com a equipe de líderes de torcida da Pflugerville High School. A série estreou em 3 de outubro de 2006, com Kelly recebendo elogios por sua atuação no The New York Times, chamando sua atuação de "comovente". No final da terceira temporada da série, Kelly deixou a série enquanto sua personagem ia para a faculdade.
Em 2006, Kelly estrelou o filme de terror The Pumpkin Karver como Tammy Boyles, e teve um pequeno papel em State's Evidence. Em 2007, ela se reuniu com o criador de Friday Night Lights, Peter Berg, no filme The Kingdom, em uma participação especial como Sra. Ross ao lado de Jamie Foxx e Jennifer Garner. Em 2009, ela também apareceu na cena final do filme 500 Days of Summer como Autumn, um potencial novo interesse amoroso para o personagem de Joseph Gordon-Levitt.
Em agosto de 2008, Kelly havia sido escalada como protagonista da série piloto da The CW, Body Politic. Ela desempenhou o papel de Francesca “Frankie” Foster, que se muda para Washington para trabalhar para um senador e faz amizade com um grupo de novatos ansiosos. Apesar dos elogios dos críticos que assistiram ao piloto, A CW não escolheu a série. Kelly também apareceu no piloto da série de comédia de curta duração da CBS, Mad Love, interpretando o papel de Kate, uma garota do meio-oeste que se apaixona por Henry no topo do Empire State Building. Quando a série foi lançada, Kelly foi substituída por Sarah Chalke.
Em abril de 2010, Kelly apareceu na série dramática da NBC, Parenthood. Ela desempenhou o papel de assessora comportamental do personagem infantil Max, que foi diagnosticado com síndrome de Asperger. Kelly apareceu em nove episódios da série antes de fazer sua última aparição no episódio "Taking the Leap", que foi ao ar em 29 de março de 2011.

### 2011–2020:Charlie's Angels,Titanse sucesso com filmes
Em dezembro de 2010, a ABC anunciou que Kelly foi escalada para o reboot planejado da série de drama policial Charlie's Angels. Ela desempenhou o papel da corredora de rua Eve French. Charlie's Angels estreou em 22 de setembro de 2011, para mais de 8,76 milhões de telespectadores. A série recebeu críticas negativas por unanimidade dos críticos. Apesar dos 13 episódios planejados, a ABC cancelou a série após a estreia do quarto episódio devido à baixa audiência. A série foi concluída em 10 de novembro de 2011.
Em 2011, Kelly estrelou o filme de suspense The Roommate, como uma caloura de faculdade cujo colega de quarto, interpretado por Leighton Meester, tem uma obsessão por ela que se torna violenta. Embora tenha recebido críticas geralmente negativas, o filme arrecadou mais de US$ 15,6 milhões em seu fim de semana de estreia e mais de US$ 40 milhões em todo o mundo. Ela aceitou um papel na peça da Broadway, intitulada Love, Loss, and What I Wore, de 27 de abril a 29 de maio de 2011.
Ainda em 2011, a Variety anunciou que Kelly foi escalada para o papel principal no filme de comédia de mistério Searching for Sonny. O filme acompanha dois amigos reencontrados que são suspeitos de um mistério de assassinato semelhante a uma peça em que apareceram durante o ensino médio. A produção ocorreu em maio e junho de 2010 em Fort Worth, Texas. O filme ganhou o prêmio de "Melhor Longa Narrativa" no Festivus Film Festival. Em fevereiro de 2012, ela foi uma das celebridades que desfilou com vestidos vermelhos para o desfile The Heart Truth Red Dress Collection, parte da New York Fashion Week. Ela usou um vestido Diane von Fürstenberg. Em junho de 2012, ela apareceu no videoclipe de "One More Night "de Maroon 5. Em 2013, ela apareceu no filme The Butler como Jacqueline Kennedy Onassis. 
Em setembro de 2017, foi anunciado que Kelly havia sido escalada para a série Titans do DC Universe, em um papel recorrente como Dawn Granger. A série estreou em 12 de outubro de 2018 e Kelly foi promovida a regular na segunda temporada. Em maio de 2018, Kelly apareceu no videogame Detroit: Become Human como North, a mão direita e potencial interesse amoroso do protagonista Markus.

### 2021–presente: papéis na TV e livro de memórias
Em 2021, Minka interpretou Samantha, uma jovem mãe rica, em quatro episódios da segunda temporada de Euphoria. O criador da série, Sam Levinson, escreveu especificamente o papel de Samantha para Kelly, oferecendo-lhe o papel em 2021. Em 13 de outubro de 2022, o Deadline anunciou que Kelly co-estrelaria ao lado de Maggie Grace e Dermot Mulroney o próximo thriller psicológico Blackwater Lane, uma adaptação do romance de 2017 The Breakdown de BA Paris.
O livro de Kelly intitulado Tell Me Everything: A Memoir foi lançado em 2 de maio de 2023 pela Henry Holt and Company. Seu livro de memórias é uma homenagem a sua mãe e a todas as mães solteiras da classe trabalhadora "que sofreram uma situação ruim". A Publishers Weekly chamou-a de "uma história imensamente comovente do espírito invencível de uma mulher". Kirkus Review escreveu em uma crítica favorável do livro: "O autor não tem vergonha de discutir tópicos difíceis, e este texto sincero irá agradar aos fãs de Kelly e aos leitores que buscam uma história corajosa de autoaceitação. Um livro de memórias generoso e humano". A Atriz Drew Barrymore chamou-o de "incrível e poderoso". O livro foi um grande best-seller, estreando no número 12 na lista de best-sellers de não ficção do The New York Times na semana que terminou em 21 de maio de 2023.

## Filantropia
Kelly se juntou a uma viagem de oito dias por quatro países da United Service Organizations em dezembro de 2011, com o Presidente do Estado-Maior Conjunto, General Martin Dempsey, Robert Horry, Jordin Sparks, Thomas Miles e o Sargento Major Bryan Battaglia. 
Desde 2009, Kelly trabalha com o retalhista ABLE, que se dedica a criar empregos sustentáveis para mulheres vulneráveis na África. A ABLE começou por empregar e formar mulheres na Etiópia que eram ex-profissionais do sexo. Em 2015, Kelly se uniu à ABLE para criar uma bolsa em homenagem ao Dia Internacional da Mulher. Kelly desenhou a bolsa sozinha, incluindo couro, cor, costura, tamanho e cor do zíper. "Fiquei afetada em um nível tão profundo quando ouvi que uma mulher escolheu entrar na indústria do sexo porque tinha que pagar pelo tratamento do câncer de mama da irmã", disse Kelly em 2015 em entrevista para a People.
Em 2019, ela projetou uma coleção de joias "The Barbara Collection" para a ABLE, que recebeu o nome de uma das primeiras designers de joias da ABLE, Barbara. A coleção traz anéis, colares e brincos de argola, com preços entre US$ 28 e US$ 88.
| Ano           | Título                | Organização | Produto                       |
| ------------- | --------------------- | ----------- | ----------------------------- |
| 2015          | "Minka x FashionABLE" | ABLE        | A bolsa com zíper Hibret      |
| 2019–presente | "ABLE x Minka"        | ABLE        | Coleção de joias              |
| 2023          | "ABLE x Minka Kelly"  | ABLE        | A coleção de joias Minka 2023 |

## Vida Pessoal
Ela já teve um relacionamento com o comediante Trevor Noah, mas os dois se separaram no início de 2022. Já em novembro de 2022, a atriz começou a se relacionar com o vocalista da banda Imagine Dragons, Dan Reynolds. Kelly também é amiga da atriz Mandy Moore desde 2007.
Kelly também gosta de cozinhar. Ela se formou na New School of Cooking em Culver City, Califórnia, em junho de 2015. Ela manifestou interesse em lançar um programa itinerante de culinária na televisão. Em 2016, ela apareceu no programa de culinária Star Plates da Food Network, no qual celebridades trabalham como cozinheiras de linha ao lado dos melhores chefs na cozinha de um restaurante.

## Filmografia

### Filmes
| Ano  | Título                  | Papel          | Notas          |
| ---- | ----------------------- | -------------- | -------------- |
| 2003 | Turbo-Charged Prelude   | Garota         | Curta-metragem |
| 2005 | Devil's Highway         | River          |                |
| 2006 | The Pumpkin Karver      | Tammy Boyles   |                |
| 2006 | State's Evidence        | Garota #3      |                |
| 2007 | The Kingdom             | Miss Ross      |                |
| 2009 | (500) Days of Summer    | Autumn         |                |
| 2011 | The Roommate            | Sara Matthews  |                |
| 2011 | Just Go with It         | Joanna Damon   |                |
| 2011 | Searching for Sonny     | Eden Mercer    |                |
| 2013 | The Butler              | Jackie Kennedy |                |
| 2014 | The World Made Straight | Dena           |                |
| 2015 | Papa: Hemingway in Cuba | Debbie Hunt    |                |
| 2015 | Away and Back           | Ginny          | Filme para TV  |
| 2017 | Naked                   | Callie         |                |
| 2018 | Night Hunter            | Angie          |                |
| 2019 | The Beach House         | Cara Rudland   | Filme para TV  |
| 2019 | Shady Friend            | Kara           | Curta          |
| 2020 | She's in Portland       | Sarah Hill     |                |
| 2021 | Lansky                  | Maureen        |                |

### Televisão
| Ano           | Título                | Papel                                 | Notas                                                                         |
| ------------- | --------------------- | ------------------------------------- | ----------------------------------------------------------------------------- |
| 2004          | Cracking Up           | Monica                                | Episódio: "Panic House"                                                       |
| 2004          | Drake & Josh          | Stacey                                | Episódio: "Movie Job"                                                         |
| 2005          | American Dreams       | Bonnie                                | Episódio: "Home Again"                                                        |
| 2005          | What I Like About You | Ricki                                 | 3 episódios                                                                   |
| 2006–2009     | Friday Night Lights   | Lyla Garrity                          | Papel principal (temporadas 1–3) Recorrente (temporada 4); 52 episódios       |
| 2009          | Body Politic          | Francesca "Frankie" Foster            | Piloto de TV não exibido da The CW                                            |
| 2010–2011     | Parenthood            | Gaby                                  | Recorrente; 9 episódios                                                       |
| 2010          | Entourage             | Ela mesma                             | Episódio: "Lose Yourself"                                                     |
| 2011          | Charlie's Angels      | Eve French                            | Papel principal; 8 episódios                                                  |
| 2013–2014     | Almost Human          | Valerie Stahl                         | Papel principal; 13 episódios                                                 |
| 2015          | Man Seeking Woman     | Whitney                               | Episódio: "Sizzurp"                                                           |
| 2016          | The Path              | Miranda Frank                         | 4 episódios                                                                   |
| 2017          | Jane the Virgin       | Abbey Whitman                         | 3 episódios                                                                   |
| 2017          | Bull                  | Kara Clayton                          | Episódio: "School for Scandal"                                                |
| 2018–2021     | Titans                | Dawn Granger / Dove                   | Papel recorrente (temporada 1) Papel principal (temporadas 2–3); 19 episódios |
| 2019          | Drunk History         | Maurine Dallas / Florence Nightingale | 2 episódios                                                                   |
| 2019          | Ludo à la Maison      | Ela mesma                             | Episódio: "Quiche Lorraine by Chef Ludo Lefebvre and Minka Kelly"             |
| 2020          | Robot Chicken         | Arya Stark (voz)                      | Episódio: "Petless M in: Cars Are Couches On The Road"                        |
| 2022–presente | Euphoria              | Samantha                              | 2ª temporada; 4 episódios                                                     |

### Clipe musical
| Ano  | Título            | Artista             |
| ---- | ----------------- | ------------------- |
| 2002 | "If You C Jordan" | Something Corporate |
| 2002 | "She Hates Me"    | Puddle of Mudd      |
| 2012 | "One More Night"  | Maroon 5            |

### Jogos eletrônicos
| Ano  | Título                | Papel | Notas                      |
| ---- | --------------------- | ----- | -------------------------- |
| 2018 | Detroit: Become Human | North | Voz e captura de movimento |

### Teatro
| Ano  | Título                      | Papel | Teatro                                              |
| ---- | --------------------------- | ----- | --------------------------------------------------- |
| 2011 | Love, Loss, and What I Wore | N/A   | Westside Theatre (27 de abril a 29 de maio de 2011) |